# Primera División Uruguaya 1943
Il campionato era formato da dieci squadre e il Nacional vinse il titolo.

## Classifica finale
| Pos. | Squadra              | G  | V  | N | P  | GF | GS | Punti |
| ---- | -------------------- | -- | -- | - | -- | -- | -- | ----- |
| 1    | Nacional             | 18 | 15 | 2 | 1  | 57 | 23 | 32    |
| 2    | Peñarol              | 18 | 12 | 3 | 3  | 61 | 22 | 27    |
| 3    | Miramar              | 18 | 8  | 1 | 9  | 29 | 45 | 17    |
| 4    | Defensor             | 18 | 6  | 4 | 8  | 27 | 32 | 16    |
| 5    | Montevideo Wanderers | 18 | 6  | 4 | 8  | 28 | 35 | 16    |
| 6    | Liverpool            | 18 | 6  | 3 | 9  | 28 | 36 | 15    |
| 7    | Central              | 18 | 6  | 3 | 9  | 30 | 41 | 15    |
| 8    | Racing Montevideo    | 18 | 6  | 3 | 9  | 28 | 46 | 15    |
| 9    | Sud América          | 18 | 5  | 4 | 9  | 27 | 33 | 14    |
| 10   | Rampla Juniors       | 18 | 5  | 3 | 10 | 28 | 30 | 13    |

G = Partite giocate; V = Vittorie; N = Nulle/Pareggi; P = Perse; GF = Goal fatti; GS = Goal subiti; 

## Classifica marcatori
| Gol |  |  | Giocatore     | Squadra  |
| --- |  |  | ------------- | -------- |
| 18  |  |  | Atilio García | Nacional |